# Aoba Fujino
Aoba Fujino (en japonés: 藤野 あおば; Machida, Japón; 27 de enero de 2004) es una futbolista japonesa. Juega de delantera y su equipo actual es el Manchester City F. C. de la FA Women's Super League. Es internacional absoluta por la selección de Japón desde 2022.

## Trayectoria
Fujino debutó en la WE League por el Tokyo Verdy Beleza el 16 de octubre de 2021.
El 2 de agosto de 2024, firmó un contrato de tres años con el Manchester City F. C..

## Selección nacional
A nivel juvenil, ganó el Campeonato Sub-16 de la AFC de 2019, y formó parte del plantel que logró el segundo lugar en la Copa Mundial Sub-20 de 2022.
Debutó por la selección de Japón el 9 de octubre de 2022 ante Nueva Zelanda por un amistoso.
Fue citada a la Copa Mundial de 2023.

### Participaciones en copas del mundo
| Copa                 | Sede                    | Resultado        |
| -------------------- | ----------------------- | ---------------- |
| Copa Mundial de 2023 | Australia Nueva Zelanda | Cuartos de final |

## Clubes
| Club                  | País       | Año           |
| --------------------- | ---------- | ------------- |
| Tokyo Verdy Beleza    | Japón      | 2021-2024     |
| Manchester City F. C. | Inglaterra | 2024-presente |

## Palmarés

### Títulos nacionales
| Título                | Club               | País  | Año     |
| --------------------- | ------------------ | ----- | ------- |
| Copa de la Emperatriz | Tokyo Verdy Beleza | Japón | 2022-23 |

### Títulos internacionales
| Título                      | Equipo                    | Sede      | Año  |
| --------------------------- | ------------------------- | --------- | ---- |
| Campeonato Sub-16 de la AFC | Selección sub-17 de Japón | Tailandia | 2019 |